# Fernando Bob
Fernando Paixão da Silva, meglio noto come Fernando Bob (Cabo Frio, 7 gennaio 1988), è un ex calciatore brasiliano, di ruolo centrocampista.

## Statistiche

### Presenze e reti nei club
Statistiche aggiornate al 5 giugno 2016.
| Stagione           | Squadra             | Campionato         | Campionato | Campionato | Coppe nazionali | Coppe nazionali | Coppe nazionali | Coppe continentali | Coppe continentali | Coppe continentali | Altre coppe | Altre coppe | Altre coppe | Totale | Totale |
| Stagione           | Squadra             | Comp               | Pres       | Reti       | Comp            | Pres            | Reti            | Comp               | Pres               | Reti               | Comp        | Pres        | Reti        | Pres   | Reti   |
| ------------------ | ------------------- | ------------------ | ---------- | ---------- | --------------- | --------------- | --------------- | ------------------ | ------------------ | ------------------ | ----------- | ----------- | ----------- | ------ | ------ |
| 2006               | Fluminense          | A                  | 1          | 0          | -               | -               | -               | -                  | -                  | -                  | -           | -           | -           | 1      | 0      |
| 2007               | Fluminense          | -                  | -          | -          | -               | -               | -               | -                  | -                  | -                  | -           | -           | -           | -      | -      |
| 2008               | Fluminense          | A                  | 3          | 0          | -               | -               | -               | -                  | -                  | -                  | -           | -           | -           | 3      | 0      |
| gen.-apr. 2009     | Boavista            | A/RJ               | 10         | 0          | -               | -               | -               | -                  | -                  | -                  | -           | -           | -           | 10     | 0      |
| mag.-dic. 2009     | Avai                | A                  | 2          | 0          | -               | -               | -               | -                  | -                  | -                  | -           | -           | -           | 2      | 0      |
| 2010               | Fluminense          | A                  | 20         | 0          | -               | -               | -               | -                  | -                  | -                  | -           | -           | -           | 20     | 0      |
| 2011               | Fluminense          | A+A/RJ             | 17+6       | 0+0        | -               | -               | -               | CL                 | 2                  | 0                  | -           | -           | -           | 25     | 0      |
| Totale Fluminense  | Totale Fluminense   | Totale Fluminense  | 41+16      | 0+0        |                 |                 |                 |                    | 2                  | 0                  |             |             |             | 59     | 0+0    |
| gen.-ago. 2012     | Atlético Goianiense | A+PD/GO            | 5+14       | 0+1        | CB              | 4               | 0               | -                  | -                  | -                  | -           | -           | -           | 23     | 1      |
| ago.-dic. 2012     | Vitória             | B                  | 12         | 0          | -               | -               | -               | -                  | -                  | -                  | -           | -           | -           | 12     | 0      |
| gen.-giu. 2013     | Vitória             | PD/BA              | 1          | 0          | -               | -               | -               | -                  | -                  | -                  | CdN         | 3           | 0           | 4      | 0      |
| Totale Vitória     | Totale Vitória      | Totale Vitória     | 12+1       | 0+0        |                 |                 |                 |                    |                    |                    |             | 3           | 0           | 16     | 0      |
| lug.-dic. 2013     | Ponte Preta         | A                  | 15         | 0          | -               | -               | -               | CS                 | 7                  | 1                  | -           | -           | -           | 22     | 1      |
| 2014               | Ponte Preta         | B+A1/SP            | 24+11      | 0+0        | CB              | 2               | 0               | -                  | -                  | -                  | -           | -           | -           | 37     | 0      |
| 2015               | Ponte Preta         | A+A1/SP            | 34+13      | 3+0        | CB              | 2               | 1               | -                  | -                  | -                  | -           | -           | -           | 49     | 4      |
| Totale Ponte Preta | Totale Ponte Preta  | Totale Ponte Preta | 73+24      | 3+0        |                 | 4               | 1               |                    | 7                  | 1                  |             |             |             | 108    | 5      |
| 2016               | Internacional       | A+PD/RS            | 6+13       | 0+0        | -               | -               | -               | -                  | -                  | -                  | -           | -           | -           | 19     | 0      |
| Totale carriera    | Totale carriera     | Totale carriera    | 140+68     | 3+1        |                 | 8               | 1               |                    | 9                  | 1                  |             | 3           | 0           | 227    | 6      |

## Palmarès

### Club

#### Competizioni nazionali
- Campeonato Brasileiro Série A: 1

Fluminense: 2010